# Lekkoatletyka na Letnich Igrzyskach Olimpijskich 1948 – rzut dyskiem kobiet
Rzut dyskiem kobiet – był jedną z konkurencji lekkoatletycznych rozgrywanych podczas igrzysk olimpijskich w Londynie. Zawody odbyły się w dniu 30 lipca 1948 roku na stadionie Empire Stadium.
Wystartowało 21 zawodniczek.

## Rekordy
Tabela uwzględnia rekordy uzyskane przed rozpoczęciem rywalizacji.
|                   | Zawodniczka                  | Wynik   | Miejsce | Data            |
| ----------------- | ---------------------------- | ------- | ------- | --------------- |
| Rekord świata     | III Rzesza Gisela Mauermayer | 48,31 m | Berlin  | 15 lipca 1936   |
| Rekord olimpijski | III Rzesza Gisela Mauermayer | 47,63 m | Berlin  | 4 sierpnia 1936 |

## Terminarz
| Data          | Godzina |        |
| ------------- | ------- | ------ |
| 30 lipca 1948 | 15:30   | Finały |

## Wyniki
Rozegrano tylko serię finałową.
| Pozycja | Zawodniczka                | Kraj              | Wynik | Uwagi |
| ------- | -------------------------- | ----------------- | ----- | ----- |
| 1.      | Micheline Ostermeyer       | Francja           | 41,92 |       |
| 2.      | Edera Cordiale             | Włochy            | 41,17 |       |
| 3.      | Jacqueline Mazéas          | Francja           | 40,47 |       |
| 4.      | Jadwiga Wajs-Marcinkiewicz | Polska            | 39,30 |       |
| 5.      | Lotte Haidegger            | Austria           | 38,81 |       |
| 6.      | Ans Panhorst-Niesink       | Holandia          | 38,74 |       |
| 7.      | Majken Åberg               | Szwecja           | 38,48 |       |
| 8.      | Ingeborg Mello             | Argentyna         | 38,44 |       |
| 9.      | Frieda Tiltsch             | Austria           | 37,19 |       |
| 10.     | Paulette Veste             | Francja           | 36,84 |       |
| 11.     | Frances Kaszubski          | Stany Zjednoczone | 36,50 |       |
| 12.     | Gudrun Arenander           | Szwecja           | 36,25 |       |
| 13.     | Nel Roos-Lodder            | Holandia          | 36,15 |       |
| 14.     | Bevis Reid                 | Wielka Brytania   | 35,84 |       |
| 15.     | Marianne Schläger          | Austria           | 34,79 |       |
| 16.     | Dorothy Dodson             | Stany Zjednoczone | 34,69 |       |
| 17.     | Gabre Gabric               | Włochy            | 34,17 |       |
| 18.     | Pak Bong-sik               | Korea Południowa  | 33,80 |       |
| 19.     | Margaret Birtwistle        | Wielka Brytania   | 33,02 |       |
| 20.     | Elspeth Whyte              | Wielka Brytania   | 32,46 |       |
| 21.     | Julija Matej               | Jugosławia        | 30,25 |       |